# クラマゴケ
クラマゴケ（鞍馬苔、学名：Selaginella remotifolia）は、ヒカゲノカズラ植物門イワヒバ科イワヒバ属に含まれるシダ植物である。

## 概説
近縁種に姿のよく似た種が多く、クラマゴケという名称はそれらの総称としても使われる。細い茎で地上を這い、そこに細かな葉がついている小型のシダ植物で、コケ植物に似ている。近似種には、部分的に立ち上がるものもある。
また、エイザンゴケ（叡山苔）、アタゴゴケ（愛宕苔）という別称もある。

## 特徴
常緑の多年草で、地表を這い、小さな集団を作る。茎は細く、緑色で、長く伸びてまばらに分枝する主茎と、短くてよく分枝する側枝に分かれる。どちらにも鱗片状の葉をつけ、主茎の方がまばらである。主茎は長いものは30センチメートルにもなり、地表に密着して伸びる。側枝は数回分枝し、少し斜めに立つ。主茎からは多数の担根体が出る。担根体は茎から出て真っすぐに下に伸び、土に触れるとそこから根を出す。
葉には2つの形がある。茎の背面には、背葉（はいよう）と呼ばれる狭い葉が二列に並んで茎に密着してつき、茎の側面には、腹葉（ふくよう）と呼ばれるやや幅広い卵形の葉が左右交互に横に広がってつく。クラマゴケの特徴として、背葉の縁に鋸歯がある。
胞子嚢は側茎の先端に集まってはっきりした胞子嚢穂を作るが、外見的にはそれほど目立つものではない。個々の胞子嚢は球形で葉の基部の上側に着く。葉は胞子嚢を覆うようになる。近縁種にはこの胞子葉に二形を示すものもあるが、本種ではすべて同型である。胞子には中に多数の小さい胞子を含む小胞子嚢と四個の大きな胞子のみを含む大胞子嚢がある。

## 生育環境など
山林の林下の地表に生える。林縁部で見かけることも多い。小さな集団を作る。
日本ではほぼ全土に生育し比較的普通種であるが、北海道や沖縄では稀である。
朝鮮以南の東アジアから東南アジアにかけて分布し、地域的な変異も知られている。そのため日本のものを別種とする判断もあるが、不明な点が多い。
和名のクラマゴケは漢字で表記すると鞍馬苔で、京都の鞍馬山に由来する。

## 利用
時に栽培されることがある。単体での鑑賞価値には乏しいが、土の表面を覆うのに苔を育てるのと同じに、ただし普通の苔より枝葉がはっきりしていて模様のようになるところがおもしろい。栽培は難しくない。
近縁種にはコンテリクラマゴケ S. uncinata (Desv.) Spring のように栽培目的で、日本に輸入されたものもある。

## 近縁種
イワヒバ属には世界で800種があり、日本では17種が知られる。いずれも細い茎に鱗片的な葉を密生するものなので各部分ではよく似ているが、イワヒバはそれがどんどん横に伸びるようになっていないし、カタヒバでは這う茎と立ち上がる茎が種子植物の茎と葉のようになっていて印象がかなり異なる。
しかし多くのものは横に這って広がる形の、匍匐性の蘚苔類に似た姿で、雰囲気はいずれもよく似ている。これに類する日本の普通種には次のようなものがある。
- タチクラマゴケ S. nipponica Fr. et Sav. - 胞子をつけた枝が立ち上がる。
- ヒメクラマゴケ S. heterostachys Baker[3] - 胞子葉がはっきり区別できる。

他に高山帯や寒冷地を中心にエゾノヒメクラマゴケ S. helvetica (L.) Link がある。分布の主体が熱帯域であるだけに、南西諸島には種類が多く、アマミクラマゴケ S. limbata Alston、コケカタヒバ S. leptophylla Baker、ヒメムカデクラマゴケ S. lutchuensis Koidz.、オニクラマゴケ S. doederleinii Hieron.などがある。特にオニクラマゴケは茎が立ち上がって一般のシダ類の葉のような姿となる。
観賞用に日本で栽培されているコンテリクラマゴケは、時に逸出して野外で見られることがある。オニクラマゴケのように立ち上がり、その葉に青っぽい光沢があるのが特徴で、和名は、紺照り鞍馬苔の意である。